# 康健新村街道
康健新村街道是中国上海市徐汇区下辖的一个街道。面积4.07平方公里。户籍人口8.43万人（2020年）。境內有社區康健新村。

## 行政区划
康健新村街道下辖寿昌山居委会、长虹坊居委会、紫鹃园居委会、玉兰园居委会、康乐小区居委会、长青坊居委会、樱花园居委会、康宁强居委会、寿祥坊居委会、紫薇园居委会、茶花桂花居委会、长顺海居委会、寿益坊居委会、月季百藤居委会、丁香迎春居委会、师大新村居委会、桂林路第二居委会、党校小区居委会、桂康居委会、欣园居委会、联莘居委会、金桂苑居委会、紫荆园居委会、长丰坊居委会、长兴坊居委会。